# مارتن سترينجاري
مارتن سترينجاري (بالإسبانية: Martin Stringari)‏ مواليد 9 أكتوبر 1971 في بوينس آيرس، هو لاعب كرة مضرب أرجنتيني سابق بدأ مسيرته كمحترف سنة 1990 وكان يلعب باليد اليمنى. أعلى تصنيف له في الفردي كان المركز الـ 125 في سنة 1993. أعلى تصنيف له في الزوجي كان المركز الـ 228 في سنة 1997.

## النهائيات

### الفردي: (1)
| الرقم | السنة | الدورة              | الأرضية | المنافس في النهائي | النتيجة في النهائي |
| ----- | ----- | ------------------- | ------- | ------------------ | ------------------ |
| 1.    | 1992  | ساو باولو، البرازيل | ترابية  | نيكولاس بيريرا     | 6–3, 3–6, 6–2      |

### الزوجي: (1)
| الرقم | السنة | الدورة             | الأرضية | الشريك          | المنافس في النهائي        | النتيجة في النهائي |
| ----- | ----- | ------------------ | ------- | --------------- | ------------------------- | ------------------ |
| 1.    | 1994  | كامبيناس، البرازيل | ترابية  | باتريسيو ارنولد | أندرز ألاركن ماريو رينكون | 6–1, 6–3           |

## روابط خارجية
- مارتن سترينجاري على موقع رابطة محترفي التنس (الإنجليزية)
- مارتن سترينجاري على موقع الاتحاد الدولي لكرة المضرب (الإنجليزية)
- مارتن سترينجاري على موقع خلاصة التنس.كوم (الإنجليزية)